# Légibomba

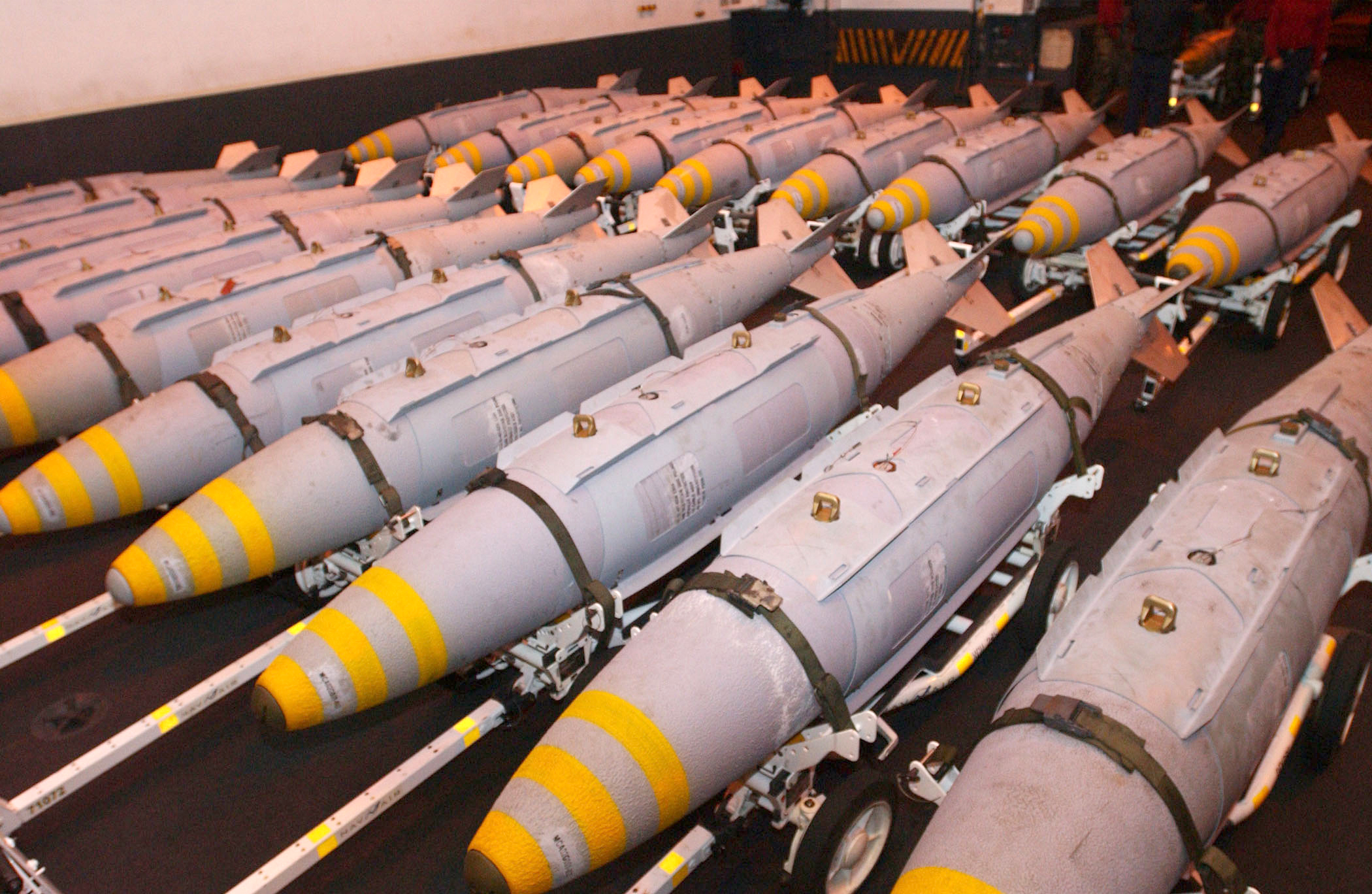
GBU-31 JDAM légibombák a USS Theodore Roosevelt (CVN-71) hajón.

A légibomba robbanó- vagy gyújtófegyver, amely kiszámítható pályán halad (esik) a levegőben. Ezeket a bombákat általában repülőgépről történő ledobásos bevetéshez fejlesztik.
A légibombák használatát légibombázásnak nevezik.

## Bomba típusok
Sokféle légibomba létezik, főbb fajtáik a nem irányított, szabadesésű bombák, irányított bombák (például a KAB-500Kr), kézzel kidobott bombák; nagy, speciálisan erre a célra épített szállítójárművet igénylő bombák; magával a járművel egybeépített bombák (például siklóbombák), azonnali-, illetve késleltetett működésű bombák.
Más típusú robbanófegyverekhez hasonlóan a légibombák feladata, hogy embereket megsebesítsenek vagy elpusztítsanak, illetve, hogy hadianyagokat és létesítményeket semmisítsenek meg egy, vagy több robbanással, a robbanás helyéről kirepülő repeszek, az onnan eredő sugárzással, vagy tűzzel (például a termobárikus bombák).

## Korai bombák

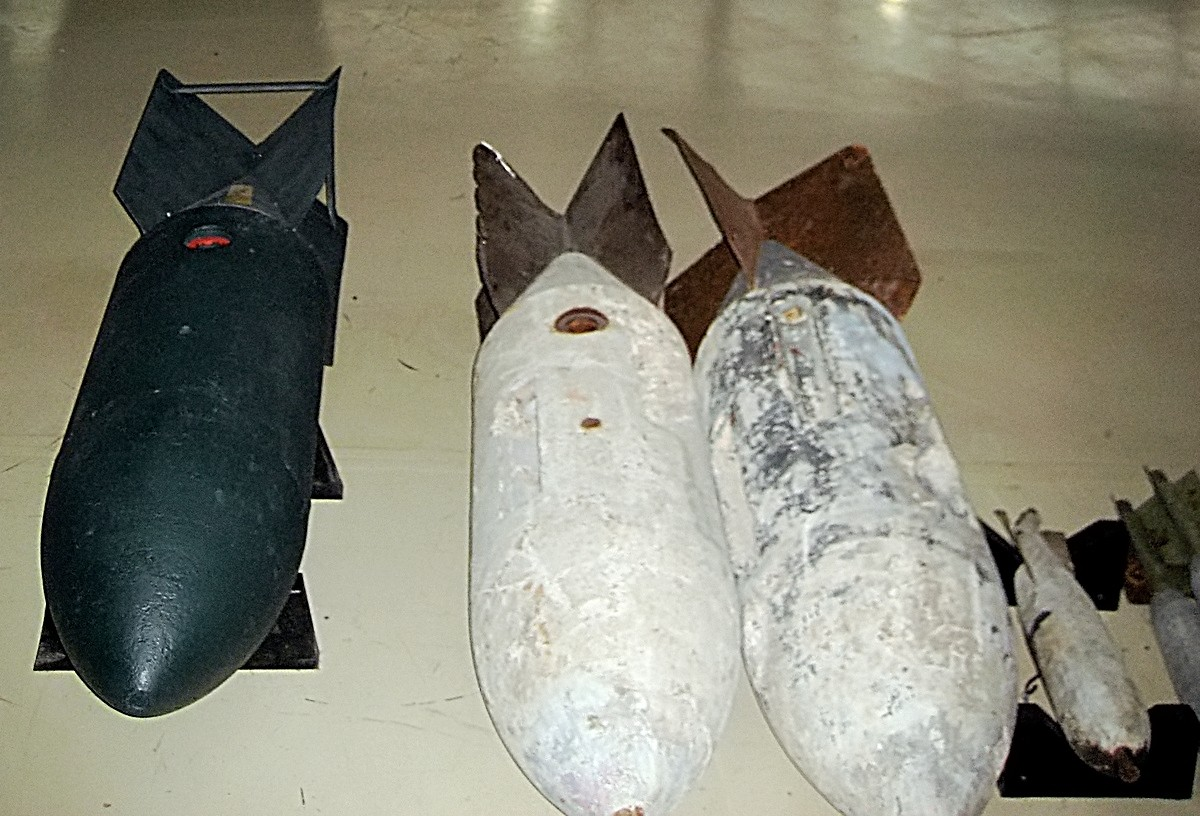
Német légibombák a második világháborúból. Balról jobbra: éles (robbanó) bomba, 250 kg-os betonbombák, 50 kg-os betonbomba. A betonbombák nem robbanással, hanem ráesve, a tömegükkel rombolják a célpontot.

Az első légi bombákat egyesével juttattak el, pilóta nélküli hőlégballonokon a célba. Ezeket az osztrákok vetették be Velence ellen 1849-ben az első olasz szabadságharc idején.
A levegőnél nehezebb repülőeszközökről ledobott első bombák még gránátok vagy gránátszerű eszközök voltak. A történelmben az első ilyent Giulio Gavotti használta 1911. november 1-jén, az olasz-török háború idején.
1912-ben, az első balkáni háború idején a bolgár légierő pilótája, Christo Toprakchiev repülőgépek használatát javasolta „bombák” (a bolgár hadseregben gránátoknak nevezik) dobását a török állásokra. Simeon Petrov kapitány dolgozta ki az ötletet és több prototípust is készített különböző típusú gránátok átalakításával, azok töltetének növelésével.
1912. október 16-án Prodan Tarakchiev légi megfigyelő két bombát dobott le a törökországi Karağaç pályaudvarra (az ostromlott Edirne közelében) a Radul Milkov által vezetett Albatros F.2 repülőgépről, ebben a hadjáratban először.

## Technikai leírás

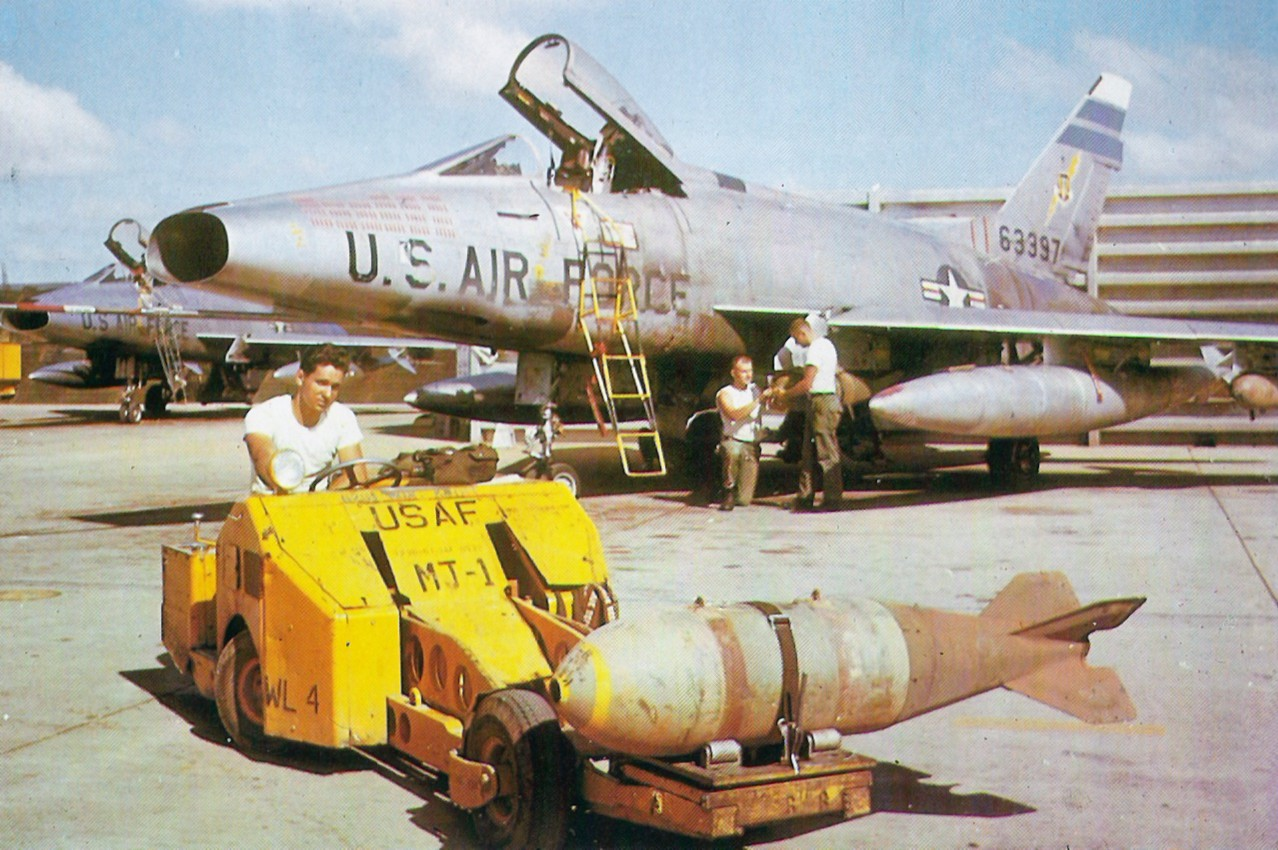
Egy F-100 Super Saber M117 repülőre bombákat szerelnek fel a vietnami háború alatt.

A légibombák jellemzően érintőgyújtót használnak a bomba becsapódáskor történő felrobbantására, vagy késleltetett gyújtót, amely időzítőjét becsapódás indítja el és csak az előre beállított idő eltelte után robban fel.

## Megbízhatóság

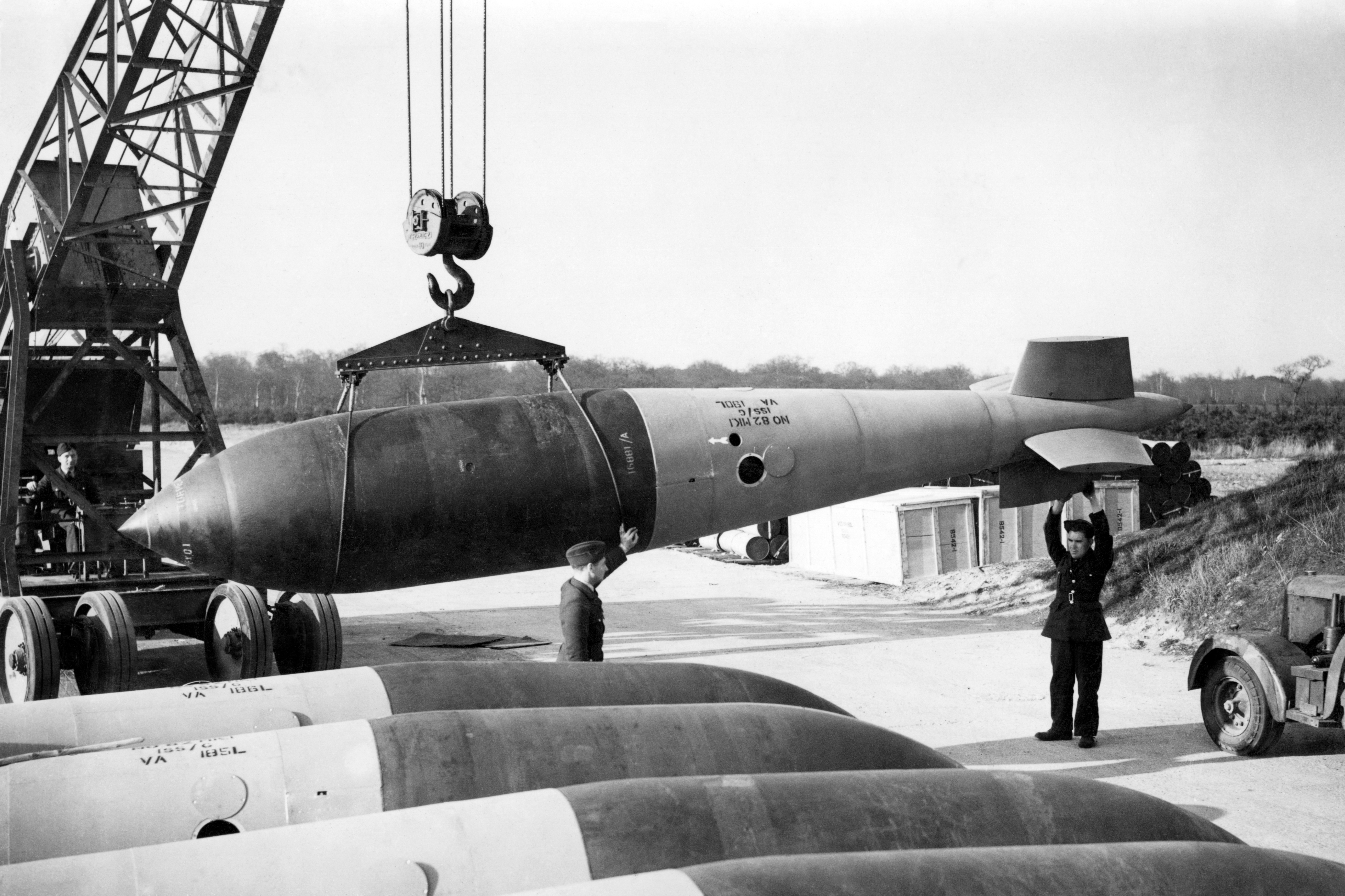
A Royal Air Force "Grand Slam" földrengés bombája

Nem minden ledobott bomba robban fel, gyakori a hibás működés. Becslések szerint a második világháború alatt a német bombák körülbelül 10%-a nem robbant fel, a szövetséges bombák esetén 15 vagy 20% volt a hibaarány. Különösen akkor nem robbantak fel puha talajon, mert pisztoly típusú robbanószerkezetet használtak, nem  gyutacsost. Nagyon sok bombát dobtak le a világháborúkban; évente több ezer fel nem robbant bombát találnak még napjainkban is, amelyek még most is felrobbanhatnak. Ezeket hatástalanítani kell, vagy irányított robbanásban megsemmisíteni, ami bizonyos esetekben több ezer ember előzetes evakuálását (ideiglenes elköltöztetését) teszi szükségessé. A régi bombák időnként felrobbannak, ha megmozgatják őket, vagy bennük a meghibásodott késleltetőgyújtó végül működésbe lép, a velük szembeni óvintézkedések továbbra is elengedhetetlenek.

A légibombák fontosabb típusai
- Kazettás (cluster) bomba
- Beton bomba[2]
- Földrengés bomba[10]
- Gyújtóbomba[11]
- Termobárikus (aeroszol) bomba
- Repeszbomba
- Gravitációs (buta) bomba[12]
- Irányított (okos) bomba[13]
- Atombomba

## Fordítás
Ez a szócikk részben vagy egészben  az   Aerial bomb című angol Wikipédia-szócikk ezen változatának fordításán alapul.  Az eredeti cikk szerkesztőit annak laptörténete sorolja fel. Ez a jelzés csupán a megfogalmazás eredetét és a szerzői jogokat jelzi, nem szolgál a cikkben szereplő információk forrásmegjelöléseként.